# Elly Beinhorn

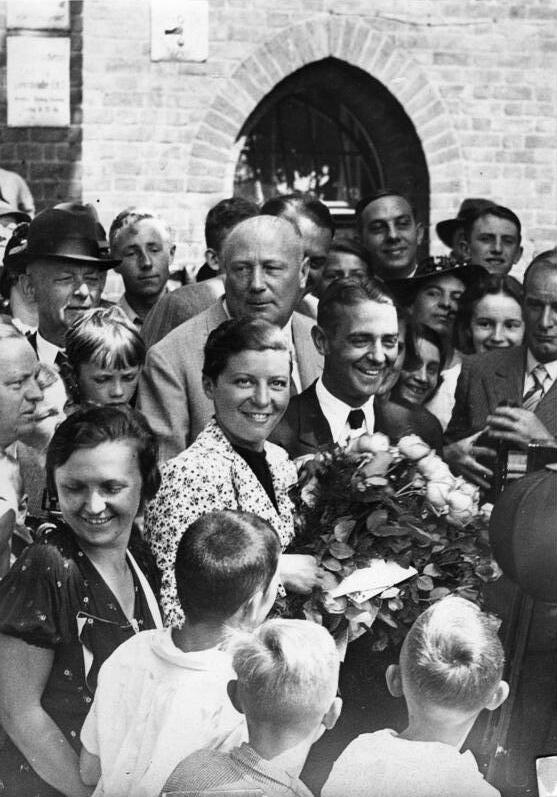
Casamento com Bernd Rosemeyer

Elly Beinhorn-Rosemeyer (Hanover, 30 de maio de 1907 - Ottobrunn, 28 de novembro de 2007) foi uma aviadora alemã.

## Primeiros anos
Nasceu em Hanover, Alemanha a 30 de maio de 1907. Em 1928, assistiu a uma conferência do famoso aviador Hermann Köhl, que recentemente tinha completado o histórico voo Este-Oeste sobre o Atlântico. Esta conferência foi a faísca que acordou o seu interesse pela aviação.
Com apenas 21 anos, e com um pouco de dinheiro que tinha herdado, mudou-se contra a vontade de seus pais para Spandau em Berlim e aprendeu a voar no aeródromo de Berlin-Staaken sob a tutela do instrutor Otto Thomsen. Cedo conseguiu voar sozinha num pequeno Klemm KL-20, mas o seu dinheiro ia-se acabando, pelo que lhe sugeriram que desse exibições aéreas aos fins de semana que, ainda que a compensaram economicamente, a deixavam pessoalmente insatisfeita.

## Voos de longa distância
Os voos de longa distância, eram sua autêntica paixão e em 1931 teve a oportunidade de voar desde a Guiné Portuguesa (actual Guiné-Bissau) na África Ocidental numa expedição científica. Na viagem de volta, falhou o motor, com o resultado de uma aterragem de emergência no Sahara. Com a ajuda das tribos nómadas Tuareg, Elly uniu-se a uma caravana de camelos e foi até Tombuktu. Posteriormente, retornou ao lugar do acidente para recuperar partes da aeronave. As notícias de sua situação chegaram às autoridades francesas, que enviaram um avião militar biplano para a recolher.
Em abril de 1931, totalmente recuperada, foi capaz de voar de volta para Berlim, onde teve uma recepção popular. Pouco depois disto, embarcou em outro voo com seu monoplano Klemm, que deu alguns problemas mecânicos perto de Bushire, Persia. Ali encontrou-se com Moye Stephens, outro piloto, que a ajudou a solucionar os problemas de seu Klemm. Stephens e o escritor viajante-aventureiro Richard Halliburton estavam a efectuar um voo ao redor do mundo num biplano Stearman C-3B, o Flying Carpet. Ela os acompanhou em parte do voo, incluindo a etapa na que sobrevoaram o Everest. Em seu livro "Flying Girl" (1935), Richard Halliburton aparece uma fotografia de Moye Stephens consertando seu avião. Voou até Bali – e eventualmente até Austrália. Neste processo, converteu-se na segunda mulher em voar desde Europa até Austrália, depois de Amy Johnson.
Aterrou em Darwin, nao norte de Austrália, e chegou a Sidney em março de 1932. Seu avião foi desmantelado e enviado por barco primeiro para a Nova Zelândia e posteriormente para o Panamá, onde o voltaram a montar. Elly retomou a viagem voando pela costa da América do Sul. Recebeu uma medalha no Peru, e continuou a sua aventura numa viagem “pouco aconselhável” através de andes. O avião foi desmontado de Novo no Brasil e enviado por barco para a Alemanha. Elly chegou a Berlim em junho de 1932.
Nesta altura já era famosa, mas tinha uma dívida superior a 15.000 marcos, pelo que ficou surpresa quando lhe foi atribuída a Taça Hindenburg, 10.000 marcos e algumas outras recompensas monetárias da indústria aeronáutica alemã, as quais lhe permitiram continuar com sua carreira. Também seguiu escrevendo artigos e vendendo fotografias de suas viagens para arrecadar fundos.
Livre de dívidas, partiu com rumo a África, voou ao longo da costa leste, e depois regressou pela costa oeste. No ano seguinte, Elly enviou seu avião por barco até ao Panamá, e posteriormente voou através do México e Califórnia para cruzar os Estados Unidos até Washington DC e Miami. Elly e seu avião retornaram à Alemanha em barco, a onde chegou em janeiro de 1935, altura pela qual já era conhecida como uma autêntica heroína alemã.

## Bernd Rosemeyer
Em 29 de setembro de 1935, Elly foi ao grande prémio de Masaryk, Checoslováquia, convidada por Auto Union. Lá, esteve a dar conferências, que eram uma de suas fontes regulares de rendimentos nesses momentos. Felicitou o ganhador do grande prémio, Bernd Rosemeyer. Dançaram juntos essa noite, e casaram-se o 13 de julho de 1936. Um autêntico casal de celebridades, a aventureira aviadora e o condutor de corridas, que foi utilizada pela Alemanha Nazi. Mais tarde, Heinrich Himmler solicitou que Bernd se fizesse membro das SS.
Elly teve um filho, Bernd Jr., em novembro de 1937. Dez semanas depois, seu marido faleceu em sua tentativa de bater o recorde de velocidade com seu Auto Union Streamliner. Como se tratasse de um herói nacional, grande parte de Alemanha se pôs de luto. Elly recebeu condolências de dirigentes nazistas, incluído Adolf Hitler, mas ela solicitou um funeral não político. Estes desejos foram ignorados, e vários nazistas realizaram discursos junto à tumba nas que reclamavam a Bernd como um dos seus. Algumas fontes sugerem que Elly se foi em protesto ante a atitude dos nazistas que assumiram o controle quando se tratava de uma cerimónia particular.

## Segundo matrimónio e vida no pós-guerra
Elly voltou a casar-se em 1941 com o doutor Karl Wittman, e juntos tiveram uma filha, a que chamaram Stephanie.
Depois da Segunda Guerra Mundial dedicou-se a voar em planadores, ante a proibição de voar aviões a motor na Alemanha, pelo que se mudou para a Suíça para continuar a voar em aviões.
Em 1979, à idade de 72 anos, devolveu sua licença de piloto.

## Últimos anos e falecimento
Em seus últimos anos, Elly Rosemeyer viveu em Ottobrunn, Baviera, perto de Munique. Seu filho, o Dr. Bernd Rosemeyer, vivia na mesma zona onde exercia como ortopedista. Faleceu o 28 de novembro de 2007, à idade de 100 anos.

## Publicações
- "Rosemeyer!" de Chris Nixon e Elly Beinhorn-Rosemeyer, publicado por Transport Bookman Publications no ano 1989, ISBN 0-85184-046-9